# Sielsowiet Zubawa
Sielsowiet Zubawa (biał. Зубаўскі сельсавет, ros. Зубовский сельсовет) – sielsowiet na Białorusi, w obwodzie witebskim, w rejonie orszańskim, z siedzibą w Zubawie.

## Demografia
Według spisu z 2009 sielsowiety Zubawa i Jakaulewiczy zamieszkiwało 1740 osób, w tym 1625 Białorusinów (93,39%), 71 Rosjan (4,08%), 13 Azerów (0,74%), 11 Ukraińców (0,63%), 3 Polaków (0,17%), 3 Osetyjczyków (0,17%), 8 osób innych narodowości i 6 osób, które nie podały żadnej narodowości.

## Geografia i transport
Sielsowiet położony jest na Grzędzie Białoruskiej, w południowej części rejonu orszańskiego i na południe od stolicy rejonu Orszy. Graniczy z osiedlem typu miejskiego Kopyś. Największą rzeką jest przepływający zachodnią granicą sielsowietu Dniepr..
Przez sielsowiet przebiega droga magistralna M8.

## Historia
10 października 2013 do sielsowietu Zubawa przyłączono w całości likwidowany sielsowiet Jakaulewiczy (łącznie 10 miejscowości).

## Miejscowości
- agromiasteczko:
  - Zubawa
- wsie:
  - Jakaulewiczy
  - Kazłowiczy 1
  - Kazłowiczy 2
  - Krasnapolcy
  - Lamna
  - Lauki
  - Leszcza
  - Luciny
  - Mahierauka
  - Małaja Leszcza
  - Ramanouka
  - Sadowaja
  - Smiotanka
  - Swietaczouka
  - Zascienki
- osiedle:
  - Jakaulewiczy